# George Waddel Snedecor
George Waddel Snedecor (Memphis, Tennessee, 20 de outubro de 1881 — 15 de fevereiro de 1974) foi um matemático e estatístico estadunidense.   Contribuiu para os fundamentos da análise de variância, análise de dados, planejamento de experimentos e metodologia estatística. A Distribuição F de Fisher-Snedecor e o George W. Snedecor Award da American Statistical Association foram batizados em homenagem a ele. Snedecor Hall, na Iowa State University, é a sede do Departamento de Estatística. Foi construída em 1939.

## Vida acadêmica
Snedecor fundou o primeiro departamento acadêmico de estatística nos EUA, na Iowa State University. Seu livro didático Statistical Methods de 1940 tornou-se uma obra de referência: "nos anos 1970, uma revisão de citações em artigos científicos publicados em todas as áreas de ciência demonstrou que Statistical Methods de Snedecor era um dos livros mais frequentemente citados".
Snedecor foi homenageado com o título de doutor honoris causa em ciências pela Universidade Estadual da Carolina do Norte em 1956 e pela Iowa State University em 1958.